# Reeva Steenkamp
Pour les articles homonymes, voir Steenkamp.
Reeva Steenkamp, née le 19 août 1983 au Cap, en Afrique du Sud et morte le 14 février 2013 à Pretoria, est une mannequin sud-africaine.

## Biographie
Reeva Rebecca Steenkamp est la fille de Barry Steenkamp, entraîneur de chevaux, et de sa seconde épouse June Marshall (ex Cowburn), originaire de Blackburn en Angleterre. Elle grandit dans la banlieue du Cap, avant de déménager dans la ville de Port Elizabeth. À l'âge de 15 ans, elle remporte un concours de beauté. Elle étudie le droit à l'université Nelson Mandela, où elle obtient un Bachelor of Laws en 2005. Se destinant à la profession d'avocate en cas d'échec de sa carrière de mannequin, elle commence à travailler en tant qu'assistante juridique.
Lors de sa dernière année d'université, elle subit une fracture de la colonne vertébrale consécutive à une chute de cheval (une bête de course appartenant à son père). Après un long rétablissement, elle décide d’abandonner le droit pour s'engager dans une carrière de mannequin qui l'amène à faire la couverture du magazine FHM South Africa en décembre 2011. Celui-ci la classe au  45e rang des « 100 femmes les plus sexy du monde ». Elle a notamment tourné dans des publicités pour Toyota et pour l'entreprise de produits laitiers Clover (en), avant de devenir l'égérie de la marque de cosmétique Avon Products.
En novembre 2012, elle officialise sa liaison avec l'athlète handisport Oscar Pistorius.
Elle entame ensuite une carrière de présentatrice TV en animant plusieurs émissions sur la chaîne internationale consacrée à la mode, Fashion TV. Puis elle participe à la cinquième saison de l'émission de télé-réalité Tropika Island of Treasure (en) (l'équivalent de Koh-Lanta avec des célébrités). Le premier épisode sera diffusé le 16 février 2013, c'est-à-dire deux jours après son décès, avec l'accord de la famille pour que « tout le monde puisse voir leur fille », sur la chaîne publique sud-africaine de la SABC.

### Mort
Le 14 février 2013, elle est retrouvée morte, touchée à la tête, au bras, à la hanche et à la main par trois tirs d'un pistolet 9 mm (une des balles ayant traversé sa main avant d'atteindre la tête), au domicile d'Oscar Pistorius à Pretoria. Des journalistes sud-africains affirment aussitôt que Pistorius a cru surprendre un « cambrioleur » chez lui,; Pistorius lui-même reprend ce scénario à son compte quelques jours plus tard. Reeva Steenkamp se trouvait dans la salle de bain au moment des coups de feu, tirés à travers la porte par Pistorius.
Le jour même, Pistorius est placé en garde à vue par la police sud-africaine,, qui exclut la thèse de l'accident. Le lendemain, il est formellement inculpé de meurtre avec préméditation par le tribunal de Pretoria, puis emprisonné, avant deux nouvelles audiences prévues le 19 et 20 février. Il est libéré sous caution le 22 février 2013 contre une somme d'un million de rands (environ 85 000 euros).
Les obsèques de Reeva Steenkamp ont lieu le 19 février 2013 à Port Elizabeth; ses cendres sont dispersées en mer près du Cap.
Le 21 octobre 2014, Oscar Pistorius est condamné à cinq ans de prison ferme pour homicide involontaire. Le parquet fait appel du jugement. Le 3 décembre 2015, la Cour suprême d'Afrique du Sud le reconnaît coupable de meurtre ; il risque quinze ans de prison. Le 6 juillet 2016, il est condamné à 6 ans de prison ferme. Mais le 3 novembre 2017, la Cour suprême d'appel de Bloemfontein rouvre le dossier après que le parquet a fait appel de cette seconde condamnation, car la peine plancher légale de 15 ans prévue pour les meurtriers n'a pas été appliquée. Le 24 novembre 2017, la Cour suprême d'appel de Bloemfontein casse le jugement du tribunal de Pretoria et condamne Oscar Pistorius à une peine de prison de 13 ans et 5 mois. En janvier 2024, il bénéficie d'une liberté conditionnelle, après avoir purgé la moitié de sa peine.